# Competicions invitacionals femenines de futbol
Aquest es un llistat de competicions no oficials per a equips femenins de futbol a les que ha participat almenys un equip de Primera Divisió al seu país o una selecció nacional.

## Projectes de competicions oficials de clubs

### Campionat Internacional de Clubs Femení (IWCC)
També conegut com a Mobcast Cup i Nestlé Cup pels seus sponsors. Va ser un torneig organitzat per la JFA i la Nadeshiko League amb la intenció de servir de base per a un versió femenina del Mundial de Clubs. Com que la UEFA i la CONMEBOL eren les úniques confederacions amb una competició internacional de clubs, eren convidats els campions de la Lliga de Campions, la Copa Libertadores, la Nadeshiko League i la W League d'Austràlia. Al 2006 es va jugar un torneig classificatori asiàtic que va guanyar el Jiangsu Huatai xinès.
L'Olympique de Lió va ser l'ùnicp campió de la Lliga de Campions que va participar; el Wolfsburg va rebutxar l'invitació al 2013 i 2014 i va ser substituït pel Arsenal i el Chelsea, i ja no es van jugar més edicions.
| Classificació | Classificació | Classificació | Classificació | Classificació | Classificació | Classificació |
| Edició        | Campió        | Subcampió     | Tercer        | Quart         | Fase prèvia   | Fase prèvia   |
| ------------- | ------------- | ------------- | ------------- | ------------- | ------------- | ------------- |
| 2012          | Olympique L.  | Leonessa      | Beleza        | Canberra      |               |               |
| 2013          | Leonessa      | Chelsea       | Sydney        | Colo Colo     | Beleza        |               |
| 2014          | São José      | Arsenal       | Red Diamonds  | Belle         | Huatai        | Victory       |

### Italy Women's Cup
No confondre amb la Copa d'Itàlia Femenina. Va ser creada dos anys despès de que la UEFA creès la Women's Cup (actualment Lliga de Campions Femenina) amb la intenció de ser la base per a una versió femenina de la Copa de la UEFA. La jugaven el 2n, 3r i 4t de la Serie A i el campió de Copa, i una selecció d'equips estrangers similarment possicionats a les seves lligues. Es van jugar cinq edicions fins que va desaparèixer.
| Classificació | Classificació | Classificació | Classificació    | Classificació    | Classificació            | Classificació            | Classificació            | Classificació            | Classificació            | Classificació            | Classificació            | Classificació            |
| Edició        | Campió        | Subcampió     | Semifinalistes ¹ | Semifinalistes ¹ | 3rs a la Fase de Grups ² | 3rs a la Fase de Grups ² | 4ts a la Fase de Grups ² | 4ts a la Fase de Grups ² |                          |                          |                          |                          |
| ------------- | ------------- | ------------- | ---------------- | ---------------- | ------------------------ | ------------------------ | ------------------------ | ------------------------ | ------------------------ | ------------------------ | ------------------------ | ------------------------ |
| 2003          | Lazio         | Fiammamonza   | Bardolino        | Sparta           | Saestum                  | Torres                   | Sporting                 | Filiriakos               |                          |                          |                          |                          |
| 2004          | Torres        | Lada          | Milan            | Saestum          | Lehenda                  | Bardolino                | HJK                      | Lazio                    |                          |                          |                          |                          |
| Edició        | Campió        | Subcampió     | Tercer           | Quart            | 2ns a la Fase de Grups ² | 2ns a la Fase de Grups ² | 2ns a la Fase de Grups ² | 2ns a la Fase de Grups ² | 3rs a la Fase de Grups ² | 3rs a la Fase de Grups ² | 3rs a la Fase de Grups ² | 3rs a la Fase de Grups ² |
| 2005          | Lada          | Torres        | Lehenda          | Fortuna          | Atalanta                 | Torino                   | Wroclaw                  | Reggiana                 | Honka                    | Compex                   | Slavia                   | Tiroler                  |
| 2006          | Lehenda       | Lada          | Torino           | Torres           | Charlton                 | Vigor                    | Bardolino                | HJK                      | Masinac                  | Torrejón                 | Calàbria                 | Íris                     |
| Edició        | Campió        | Subcampió     | Tercer           | Quart            | 3rs a la Fase de Grups ² | 3rs a la Fase de Grups ² | 4ts a la Fase de Grups ² | 4ts a la Fase de Grups ² |                          |                          |                          |                          |
| 2008          | Torres        | Fiammamonza   | CFF Clujana      | ACF Torino       | Tavagnacco               | Atalanta                 | Slovan D.                | Ceriba                   |                          |                          |                          |                          |

- ¹ Ordenats per resultats posteriors del equips que els van eliminar.
- ² Ordenats per punts i diferència de gols.